# Леді та Волоцюга 2: Пригоди Пустуна
Леді та Волоцюга 2: Пригоди Пустуна (англ. Lady and the Tramp 2: Scamp's Adventure) — мультфільм, створений в 2001 році, представлений глядачеві 18 лютого 2001 року Компанією Волта Діснея. Це продовження мультфільму «Леді та Блудько», що вийшов в 1955 році. Сюжет мультфільму базується на історії про щеня пустуна — сина Леді та Блудька, який не хоче бути домашнім песиком, а збирається стати справжнім вуличним псом, як тато Бродяга. Мультфільм був створений австралійським підрозділом Компанії Волта Діснея, який на даний момент розформовано.

## Сюжет

### Початок
Після того як Леді і Волоцюга стали жити разом у будинку своїх господарів, у них народжується четверо цуценят, одного з яких назвали Пустуном. В силу свого волелюбного характеру Пустун ненавидить постійні заборони, які побутують в будинку. Він не знає, що його батько Волоцюга раніше був вільним, і тому не хоче бути схожим на нього, незважаючи на свою зовнішню схожість з ним. Три сестри Пустуна — Колетта, Аннетте і Даніелла — точні копії мами Леді, тому і характером своїм абсолютно не відрізняються від неї — такі ж домосідці, розпещені та домашні.
На початку фільму Пустун починає грати зі своїм батьком Волоцюгою. Однак Блудьку це швидко набридає, і він відправляє Пустуна грати з хазяйським дитиною. Дитинка господарів вже підріс (з часу сюжету першої частини), радісно грає і розмовляє з Пустуном. Під час гри з дитиною Пустун випадково псує капелюх господаря, а потім, граючи з м'ячиком, влаштовує повний безлад у вітальні.
Джим (господар) карає Пустуна і наставляє його в будку у дворі — так само, як це в першій частині зробила тітонька Сара з Леді. І хоча Джим любить Пустуна, він, в ім'я виховання, робить це. Леді, бачачи такий поворот подій, просить Волоцюгу поговорити з сином. Волоцюга приносить у двір скривдженому Пустуну поїсти і намагається поговорити з ним, але Пустун настільки хоче стати нормальним диким псом, що навіть не слухає, що каже йому батько. Досягти компромісу їм не вдається.

### Зустріч з вуличними собаками
Вперше Пустун побачив вуличних собак в той момент, коли вони вкрали у собаколова капелюх і насміхалися над ним. Пустун приходить у великий захват, дивлячись на цю сцену. В один момент, капелюх потрапляє на подвір'я, де сидить Пустун. Пустун бере капелюх і подає її однієї з вуличних песиків — Енджел. Між ними виникають дружні почуття. Пустун вирішує у що б то не стало втекти на свободу.

### У компанії з вуличними собаками
Порвавши ланцюг, на якій він сидів, і втікши з двору, Пустун знаходить Енджел. Вона порпається в смітнику, зображуючи при цьому свою причетність до вуличних собак, але при цьому говорить Пустуну, що він все одно домашній пес, і це видно відразу. Їй дуже подобається Пустун, хоча, як і личить дамі, Енджел не показує це явним чином.
Потрапляючи на смітник, Пустун бачить там зграю вуличних собак, які творять все, що їм заманеться: стрибають на старій канапі, кидаються всякими речами, рвуть одяг. Бачачи Шалуна, собаки пропонують йому приєднатися до них. Але тут з'являється їх ватажок, величезний доберман Бастер. Всі, за винятком Шалуна, зупиняються. Бастер розповідає Шалуну про те, яким він повинен стати, щоб заслужити звання вуличної собаки.
Потім Бастер говорить новачкові, що він візьме його до себе в зграю тільки тоді, коли Пустун ділом доведе своє право вважатися диким псом. Щоб довести це і покрасуватися перед новою подружкою Енджел, Пустун із задоволенням приймає умову ватажка: відібрати порожню консервну банку у Реджі — величезного шаленого пса, дрімаючого в підворітті. І йому не без зусиль, але все ж вдається впоратися з цим завданням, однак Бастеру, що знав Волоцюгу раніше, здається підозрілою схожість в звичках Пустуна і його батька, не кажучи вже про зовнішність.

### Нові почуття Пустуна
Під час прогулянки в парку Спаркі — один дуже старий і мудрий пес з племені — розповідає всім легенду про Волоцюгу, якого ніколи не могли зловити собаколови. Згідно з легендою, Блудько, щоб не потрапити в їх лапи, стрибнув у величезний водоспад і ніколи більше його ніхто не бачив. У відповідь Бастер розсердився і сказав, що це все повна нісенітниця, так як насправді Блудько проміняв свободу вулиць на м'які домашні тапочки і почав жити разом з Леді — випещеною і чистою домашньою собачкою. Бастер підозріло дивиться на Пустуна і попереджає його, щоб він не смів чинити так, як Блудько.
Пустун вражений, слухаючи ці розповіді про свого батька. Адже він і не підозрював про те, що Бурлака, його батько, раніше був найбільш справдешньої вуличної собакою. Потім Пустун дізнається про те, що його подружка змінила цілих п'ять сімей, перш ніж остаточно опинилася на смітнику.
Потім Пустун і Енджел гуляють разом. Гуляючи по залізничному мосту над річкою, Енджел рятує Пустуна від поїзда, що йде по мосту. Пустун падає в річку. Енджел спочатку злякалася, вважаючи, що її друг потонув. І коли бачить, що насправді Пустун живий і зміг вибратися з річки, щиро висловлює свої почуття до нього.
Енджел і Пустун відчули один до одного щось більше, ніж просто дружба. Вони гуляють по тому ж самому парку, де батько Шалуна коли гуляв з Леді. Спочатку вони грають в парку зі світлячками, а потім йдуть до ресторану італійця Тоні, де у свій час провели романтичний вечір батьки Пустуна. (У першій частині мультфільму, Тоні приніс Леді і Бродяга спагеті із фрикадельки. Ця сцена була спеціально придумана творцями, щоб внести атмосферу романтики (див. статтю Леді та Блудько).
Після романтичної вечері Енджел і Пустун гуляють по місту. Раптово Пустун зауважує Блудька, який шукає його, та швидко ховається в кущі. Енджел чує сумні слова Блудька про Пустуна і відчуває потрясіння, дізнавшись, що Блудько — батько її друга. Вони підходять до вікна будинку і бачать, як горюють всі домашні про зникнення Пустуна.

### «- Я б хотіла мати те, що маєш ти!»
Енджел і Пустун розуміють, що не мають того, що бажають: Пустун все ще хоче стати вуличним псом, а Енджел — домашньої собачкою.
Тому Енджел раз і назавжди пориває з вуличними собаками, а Пустун, увійшовши в їх зграю, несподівано стає жертвою підлого віроломства з боку ватажка Бастера і потрапляє до собаколовів, тому що він був без нашийника. Пригнічений щеня сидить у клітці і усвідомлює, як сильно він помилявся в своїх поглядах. Звучить пісня «Завжди разом» і, як би з боку, показано Леді, Блудько і Енджел, що вони хочуть бути всі разом. Пісня закінчується. І тут понуро йде по вулиці Енджел бачить Пустуна, якого везуть у відстійник. Вона вирішує допомогти другові, для чого біжить до Блудька і розповідає йому про те, що сталося з Пустуном.

### Знову вдома
Пустуна привезли в відстійник для собак і кинули в клітку, в якій сидить шалений пес Реджі — той самий, у якого Пустун відбирав порожню консервну банку, коли проходив «тест» на те, щоб стати вуличної собакою. Мабуть, Реджі запам'ятав цю історію і в помсту за це спробував напасти на Пустуна, але в цей момент вдається Блудько і Енджел. Блудько вступає в сутичку з Реджі, Енджел допомагає йому. І ось нарешті наші герої перемагають божевільного і виходять з собачого відстійника. Вони біжать на смітник. Пустуну хочеться сказати Бастеру все, що він тепер думає про нього. Пустун робить трюк, і купа сміття, на якій стоїть Бастер, валиться, ховаючи під собою ватажка зграї. Бастер просить допомоги, але ніхто зі зграї собак вже не підходить до нього. Зрозумівши, що від вуличного життя більше шкоди, ніж користі (та ще й з таким ватажком-негідником), всі вони вирішують, що теж знайдуть собі господарів і будуть жити в будинку. Блудько, бачачи такий розвиток подій, радісно і гордо вимовляє: «Так, це мій син!».
Пустун і Енджел повертаються додому і просять поглядом, щоб Енджел теж взяли в сім'ю. Господар Джим спочатку протестує, але побачивши, як радісно його дитина тягнеться до Енджел, розводить руками і здається. Енджел прийнята у сім'ю.
Фінальна картина: всі вуличні собаки, за винятком Бастера, знайшли собі сім'ї і радісно грають зі своїми господарями.

## Герої
Деякі з героїв були взяті з «Леді та Блудько».

### Основні герої
| Герой    | Актор оригінальної версії | Співак        | Порода                                          | Примітки                                                                                       |
| -------- | ------------------------- | ------------- | ----------------------------------------------- | ---------------------------------------------------------------------------------------------- |
| Пустун   | Скотт Вульф               | Роджер Барт   | Помісь Дворняги і Американського кокер-спаніеля | Син Леді і Блудька. Протагоніст фільму.                                                        |
| Енджел   | Алісса Мілано             | Сюзан Еган    | Дворняжка Помісь померана і чихуахуа            | Член зграї вуличних собак. П'ять разів змінювала господарів.                                   |
| Волоцюга | Джефф Беннетт             | Джефф Беннетт | Дворняга                                        | Змінився з моменту першої частини. Став домашнім.                                              |
| Леді     | Джоді Бенсон              | Джоді Бенсон  | Кінг-Чарльз спанієль                            | Тепер має другорядну роль, замість основної. Дружина Волоцюги. Мати Шалуна і ще трьох цуценят. |
| Бастер   | Чезз Палмінтері           | Джезз Харнелл | Доберман-пінчер                                 | Ватажок зграї вуличних собак.                                                                  |

- Пустун — молодий, приблизно шести місяців щеня, схожий на свого батька Волоцюгу, що знаходиться на стадії підлітка. Виглядає за розмірами такий же як і Енджел, хоча, ймовірно, молодше її. Пустун не хоче підкорятися правилам, бажаючи бути вільним і незалежним — типове «дурне» підліткове поведінку. Так само він закоханий у Енджел.
- Енджел — молода собачка-«дівчина», з тих чи інших причин змінила 5 сімей, де вона жила. Вона вже навчена «вулицею» і вважає вуличних собак своєю сім'єю. При цьому вона підкреслює, що вона не дівчина Бастера, вказуючи на його роль «батька». Порівняно з Пустуном Енджел виглядає дорослішою і розумнішою. За своєю манерою поведінки вона нагадує Леді своєю жіночністю. Так само вона схожа на Волоцюгу, так як вона також як і він знайшла місце в будинку свого друга. Енджел всіляко вказує Пустуну на дурість його вчинку, коли він втік з дому.
- Волоцюга — батько Пустуна, познайомився і полюбив Леді, став домашнім псом, і, як наслідок, більш спокійним і ледачим.
- Леді — мати Пустунаа, грає зовсім невелику роль у мультфільмі. Як мати, вона має більший вплив на доньок. І, звичайно, турбується за сина, як будь-яка мати в світі.
- Бастер — новий герой, за сюжетом — колишній приятель Блудька. Він не хоче, щоб Пустун був домашнім псом, і дуже ображений на Блудька, який проміняв «свободу» вулиць на домашні тапочки господаря. Він є лідером вуличних собак, але, тим не менш, глибоко в душі заздрить більш спритному Блудьку. Це ще одна причина, чому Бастер затаїв злобу на Волоцюгу. Мабуть, автори сюжету увазі, що якщо б Блудько продовжував залишатися на вулиці, його приятель Бастер залишався на другорядній ролі.

### Другорядні герої
- Манірні сестри Пустуна: зовні вони дуже схожі на свою маму Леді. Здається, що після того, як Пустун втік, вони не шкодують про нього. Всі вони люблять купатися у ванній. Колетта (темно-синій нашийник) найрозумніша; Анетте (червоний нашийник) — за характером більш акуратна, як принцеса; Даніелла (світлий нашийник) швидка, весела.[2] Озвучують Дебі Дерріберрі і Кет Сьюс[ru]і.
- Джок — Скотч-тер'єр зі специфічним «шотландським» акцентом голосу. Він і Трасті — старі друзі. Озвучує Джефф Беннетт.
- Трасті — Бладхаунд, що втратив нюх і пам'ять. Озвучує Джефф Беннетт.
- Джим, Дорога, Дитина — основні персонажі-люди в мультфільмі. Озвучують Нік Джеймісон, Барбара Гудсон і Ендрю МакДана.
- Тітонька Сара — у неї до цих пір є дві сіамські кішки — Сі та Ам (озвучують Мері Кей Бергман і Тресс Макнілл). Тітонька раніше наївно вважає, що її вихованці — самі ангелоподібні створіння на світі. Озвучує Тресс Макнілл.

#### Інші вуличні собаки
- Рубі — Афганська борза. Була закохана в Блудька. Озвучує Кеті Моріарті.
- Скратчи — блохастий. Озвучує Ді Бредлі Бейкер.
- Спарки — знав Блудька особисто, але тим не менш, вигадував про нього самі барвисті історії. Цілком можливо, що він — батько Блудька. Озвучує Мікі Руні.
- Франсуа — вуличний пес. Французький бульдог. Озвучує Бронсо Пиншо.
- Муч — стара угорська вівчарка. Трохи недоумкуватий, але добрий. Озвучує Білл Фагербакке.

### Епізодичні герої
- Реджі — єдиний, кого бояться вуличні собаки. Реджі — великий, запальний пес, який живе в підворітті. Він виглядає схожим на бульдога. Озвучує Френк Велкер.
- Тоні — господар ресторану. Озвучує Джим Каммінгс.
- Джо — кухар у ресторані в Тоні. Озвучує Майкл Гоф.
- Собаколов — дурнуватий. Але примудряється ловити собак. Озвучує Джефф Беннетт.
- Отіс — Помісь чихуахуа. Збожеволів у відстійнику. Озвучує Роб Полсен[ru].
- Жінка в перуці — ходить разом з дрібним пуделем. Часто прилюдно втрачала перуку. Озвучує Ейпріл Вінчелл[ru].

## Музика
Слова до пісень написав Денні Труб. Пісні написані Мелісою Манчестер і Норманом Гімбелом.

### Пісні
- «Welcome» («Ласкаво просимо до нас у будинок») — виконується хором: Джефф Беннетт, Джоді Бенсон, Кет Саусі, Джим Каммнігс, Майкл Гоу, і Дебі Дерріберрі. Ця пісня відкриває мультфільм. Її сюжет — День Незалежності. Пісня закінчується в оперетковому «бродвейському стилі», коли співають всі люди на вулиці. З пісні стає ясно, що дія відбувається в Новій Англії.
- «World without fences» («Світ без ланцюжків») — виконує Роджер Барт. Ілюструє бажання Пустуна, стати «дикої собакою» вільної від заборон та обов'язків. Пустун сидить на ланцюгу у дворі. Він бігає по подвір'ю і уявляє собі, що він вільний і радісно бігає разом з вуличними собаками. Пустун співає про те, як здорово купатися в дощовій воді, а не у ванній. В одному з коміксів, Блудько і його друзі п'ють дощову воду з бочки і Пустун каже, що чашки — для нажинок(стосовно до своїх сестер).
- «Junkyard Society» («Наше помоийне суспільство») — Виконується Джесс Харнеллом, Кеті Моріарті, Біллом Фагербакке, Бронсо Пиноштом, Мелісою Манчестер і Майком Руні. Бастер співає про звалищі, яку собаки вважають своїм домом, про життя вуличних собак. Інші собаки йому підспівують. Пісня послідовно представляє собак, які живуть на звалищі. Пустун намагається робити хитрі трюки вуличних псів, але у нього нічого не виходить — на голову падає розбита чашка і всяке сміття.
- «I Never Had This Feeling Before» («Я не знала, що зможу випробувати ці почуття…») — виконується Роджером Бартом і Сюзан Еган. Це пісня любові, показує роман між Пустуном і Енджел. Показується той самий парк, де Леді і Бродяга гуляли в першому фільмі. В кінці пісні — сцена подібна «сцені спагеті» з першої частини, але з Пустуном і Енджел, жадібно поїдають макарони.
- «Always there» («Завжди разом») — виконується Роджером Бартом, Сюзан Еган, Джеффом Беннетт і Джоді Бенсон. Пустун розуміє цінність сім'ї. Леді і Бродяга журяться через зникнення Шалуна, а Енджел хоче стати домашньою собакою. Мораль пісні і всього фільму — сім'я.
- «Bella Notte (Чудова ніч)» — виконана дуетом Джой Енрікес і Карлос Понсе. Спочатку пролунала у 1955 році, у виконанні Сонні Берк і Пеггі Лі; Аранжування Роббі Бушанан.

## Деталі
- Слідом за першим випуском «Леді та Волоцюга», Пустун іноді став з'являвся в коміксах вироблених Діснеєм. Його сестри мали імена в коміксах відрізняються від тих, що в мультфільмі. Іноді одна з трьох сестер, відрізнялася за розфарбовування від інших.
- У мультфільмі Пустун сидів на ланцюгу. Його мати Леді теж у першій частині сиділа на ланцюгу.
- У другій частині головні герої змінюються соціальними статусами. Енджел — вулична собака, а Пустун — домашній.
- Примітно, що в першій частині Волоцюгу не всі називали Волоцюгою. Кожен день він вишукував прожиток в різних місцях, і скрізь його звали по-різному. Наприклад, італієць Тоні кликав його «Буч».
- Сестри Пустуна мають імена Аннетте, Колетта і Даніела, однак жодне з них не було згадано протягом мультфільму.
- У першій частині, Леді, будучи в шестимісячному віці, виглядала старше і дорослішими, ніж Пустун, в тому ж віці[3].
- Терміни «дівчинка Бастера» і «це мій син!» у мультфільмі введені авторами як протиставлення між «сім'єю» вуличних собак і справжньою родиною[4].
- Вперше згадується назва району — «Снопхілл» — в якому живе сім'я
- Біля заднього входу в ресторан Тоні висить плакат, де вказана дата свята 4 липня 1911 року, за яким можна зрозуміти, коли відбувається дія мультфільму (з 2 по 5 липня 1911 року).

### Запозичення з першої частини мультфільму
Деякі деталі були взяті з першої частини, щоб створити якийсь плавний смисловий і візуальний «перехід» до другої частини.
- Кімната, в якій Пустун і його сестри купалися у ванній — та ж сама, в якій Джим клав Леді в ліжко в першій частині.
- Коли Пустун бігає за м'ячем по вітальні, на фортепіано падає фотографія — та сама, яку зробив Джим, в кінці першої частини.
- Коли Пустун біг за Енджел на смітник, він перетинав той самий міст, бачений в першій частині, коли Леді та Волоцюга тікали після того, як у них вистрілив фермер.
- На звалищі валяється старий вагон вози собаколовів. Це той самий вагон, під який потрапив Трасті, коли втік у собачий відстійник рятувати Волоцюгу. Бастер використовує його як своєрідний «трон».
- У сцені, коли Енджел визнається Пустуну, що вона хоче, щоб в неї була своя сім'я, вони йдуть по коліях залізничної станції, запозиченим з першої частини.
- Коли Енджел і Пустун гуляли по парку, вони пройшли більшу частину того що пройшли в свій час Леді та Волоцюга.
- Коли Енджел і Пустун гуляли по парку, можна помітити сліди від лап в цементі, який свого часу залишили Волоцюгу та Леді.
- У сцені романтичної вечері Енджел і Шалуна в ресторані Тоні, автори надали йому більш «дитячий» стиль поведінки, ніж в першій частині.
- В одному епізоді (конфронтація Бастера та Волоцюги) були використані ті ж ворота, біля яких була бійка, де в першій частині Волоцюга захищав Леді від зграї злих собак.
- Обидві частини мультфільму мають спільні риси в сюжеті — порятунок із собачого відстійника.

## Кіноляпи
- Коли Енджел і Пустун гуляли по парку, можна помітити сліди від лап в цементі, який свого часу залишили Леді і Бродяга, але можна помітити тільки ті сліди, за яким ясно, що вони залізли в незастиглий цемент, а от слідів того, що вони вилізли з цементу немає.
- Після того як Бастер зняв нашийник з Шалуна, індичка, яку вкрав Пустун на пікніку, зникла.
- Трасті завжди називає Леді — «Міс Леді», «Мадам», «Мем»; хоча відомо що у Великій Британії та США заміжніх жінок називають — «Місіс». Значить, ніяк не можна вживати такі словосполучення. Тільки з прізвищем або ім'ям: наприклад, «Міс Томпсон» або «Леді Анна». До вищестоящої особи, незалежно від віку, звертаються — мем.